# Weidenblattlarve

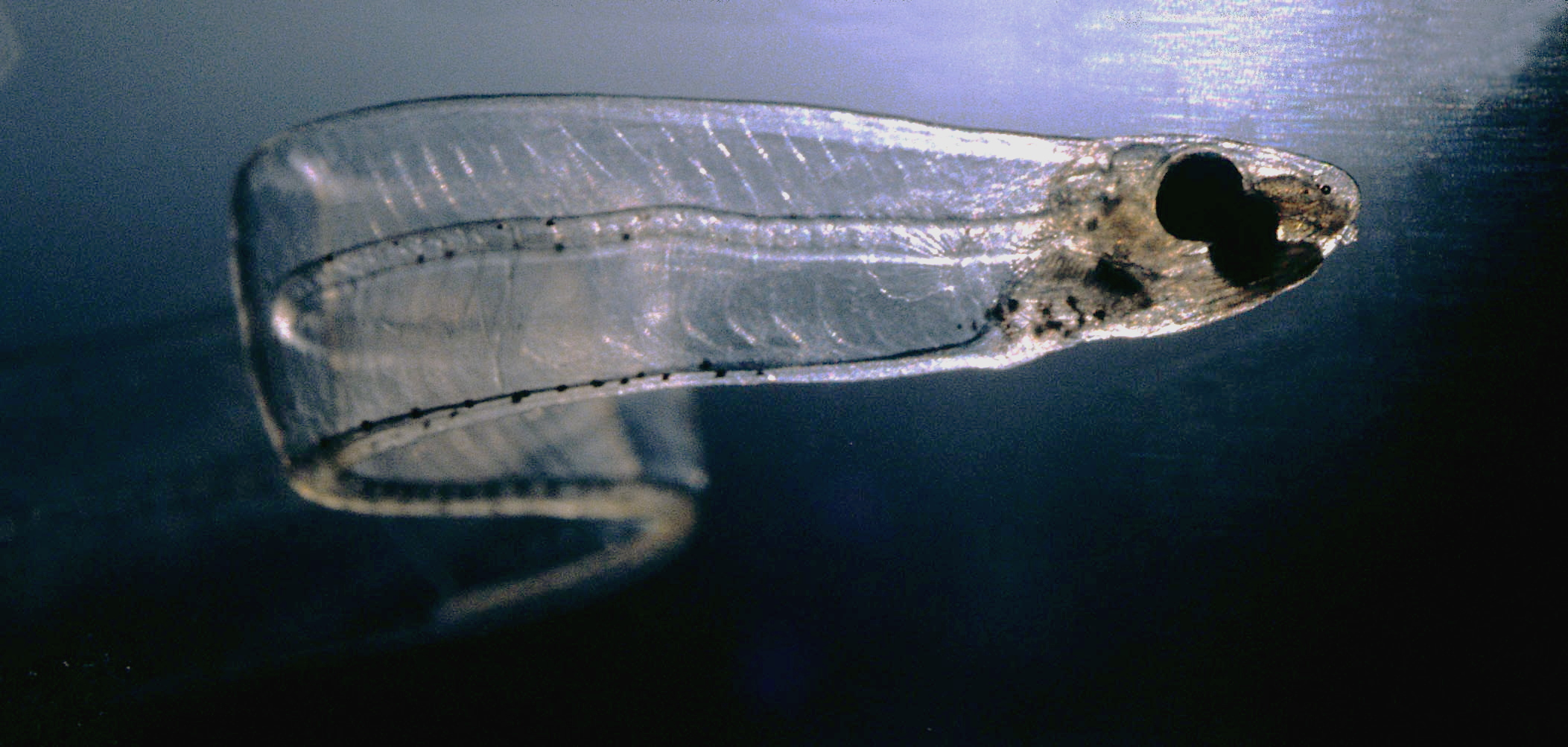
Leptocephalus einer Meeraalart

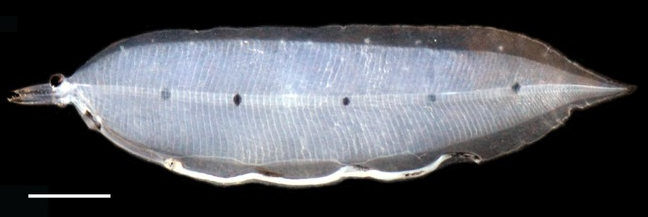
Leptocephalus der Einkieferaale

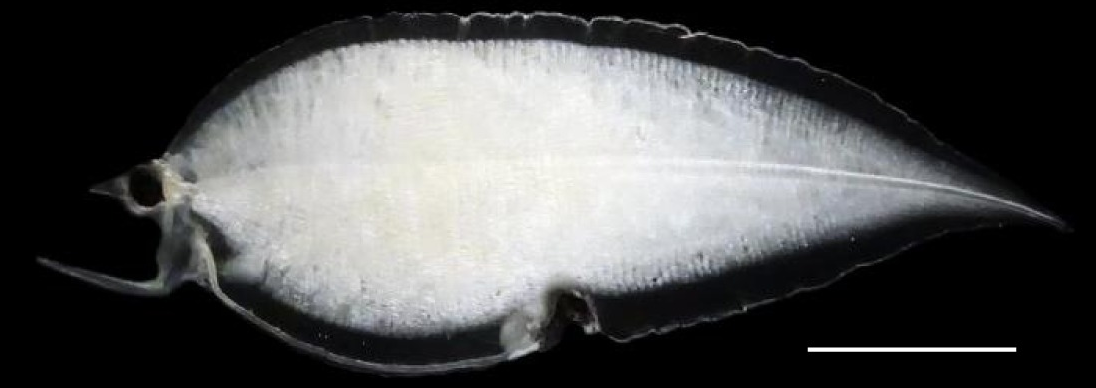
Leptocephalus des Pelikanaals

Weidenblattlarve oder Leptocephalus wird die flache und durchsichtige Larve der Aalartigen Fische sowie aller anderen Elopomorpha genannt. Aus ihr entwickelt sich nach der Larvenzeit im Laufe der Wanderung der so genannte Glasaal. Der deutsche Name spielt auf das weidenblattartige Aussehen an. Leptocephalus bedeutet „schlanker Kopf“.
Diese Larve war ursprünglich als eine eigene Fischgattung namens Leptocephalus beschrieben worden.
Bereits 1886 zeigte Yves Marie Delage (1854–1920) in der Station biologique de Roscoff, dass es sich bei der „Art“ Leptocephalus morisii um junge Meeraale (Conger conger, Linnaeus, 1758) handelte. (Die Weidenblattlarve war bereits früher als Larve z. B. von Muränen eingeschätzt worden.)
Ab 1887 untersuchte der italienische Zoologie-Professor Giovanni Battista Grassi mit seinem Kollegen Calandruccio im Mittelmeer Leptocephali. 1894 publizierten sie das Ergebnis ihrer Untersuchungen, nämlich dass die angebliche Art Leptocephalus brevirostris tatsächlich die Larve des europäischen Aals ist.
Beim Europäischen Aal (Anguilla anguilla) dauert diese Larvenzeit etwa drei Jahre und wird im Atlantik durchlebt; als Glasaal wandert er dann in die westeuropäischen Flüsse ein.
Phylogenetisch ist diese Larvenform auch insofern interessant, als man von ihr ableiten kann, dass die Vorfahren der Aale im Körperbau noch nicht so schlangenartig schlank waren (Anwendung der Biogenetischen Grundregel nach E. Haeckel).